# Governo Donev II
Il Governo Donev II è stato il 101º governo della Bulgaria, in carica per un totale di 4 mesi e 2 giorni, dal 2 febbraio al 6 giugno 2023. È stato nominato in concomitanza con lo scioglimento anticipato dell'Assemblea nazionale, in seguito ad ennesimi infruttuosi tentativi di formare un governo dopo le elezioni del 2022.
Nell’esecutivo, sono stati riconfermati tutti i membri del Governo Donev I, ad eccezione del Ministro della Cultura Velislav Minekov, sostituito da Najden Todorov.

## Composizione
Indipendenti
     Partito Socialista Bulgaro (BSP)
     Continuiamo il Cambiamento (PP)
     Attacco
     Indipendenti
| Carica                                                                                           | Titolare | Titolare | Titolare                                | Partito politico | Partito politico |
| ------------------------------------------------------------------------------------------------ | -------- | -------- | --------------------------------------- | ---------------- | ---------------- |
| Primo ministro                                                                                   |          |          | Gălăb Donev                             | Indipendente     |                  |
| Primo Vice Primo Ministro (per il Lavoro e le Politiche Sociali)                                 |          |          | Lazar Lazarov                           | Indipendente     |                  |
| Secondo Vice Primo ministro (per le Politiche economiche) Ministro dei Trasporti e Comunicazioni |          |          | Hristo Aleksiev                         | Indipendente     |                  |
| Terzo Vice Primo Ministro (per l'Ordine e la Sicurezza interni) Ministro dell’Interno            |          |          | Ivan Demerdžiev                         | Indipendente     |                  |
| Quarto Vice Primo Ministro (per la gestione dei Fondi Europei)                                   |          |          | Atanas Pekanov                          | Indipendente     |                  |
| Ministro delle Finanze                                                                           |          |          | Rosica Atanasova Velkova-Želeva         | Indipendente     |                  |
| Ministro della Difesa                                                                            |          |          | Dimitār Stojanov                        | Attacco          |                  |
| Ministro degli Esteri                                                                            |          |          | Nikolaj Milkov (Fino al 1º maggio 2023) | Indipendente     |                  |
| Ministro degli Esteri                                                                            |          |          | Ivan Condov (Dal 1° maggio 2023)        | Indipendente     |                  |
| Ministro della Giustizia                                                                         |          |          | Krum Zarkov                             | BSP              |                  |
| Ministro della Salute                                                                            |          |          | Asen Medžidiev                          | Indipendente     |                  |
| Ministro dell'Istruzione e della Scienza                                                         |          |          | Sašo Penov                              | Indipendente     |                  |
| Ministro dell'Agricoltura e dell'Alimentazione                                                   |          |          | Javor Gečev                             | BSP              |                  |
| Ministro dell'Ambiente e delle Acque                                                             |          |          | Rosica Karamfilova-Blagova              | Indipendente     |                  |
| Ministro dell'Energia                                                                            |          |          | Rosen Hristov                           | Indipendente     |                  |
| Ministro dell'Economia e dell'Industria                                                          |          |          | Nikola Stojanov                         | Indipendente     |                  |
| Ministro dello Sviluppo regionale e dei Lavori pubblici                                          |          |          | Ivan Šiškov                             | Indipendente     |                  |
| Ministro della Cultura                                                                           |          |          | Najden Todorov                          | Indipendente     |                  |
| Ministro della Gioventù e dello Sport                                                            |          |          | Vesela Lečeva                           | BSP              |                  |
| Ministro dell'Innovazione e della Crescita                                                       |          |          | Aleksandăr Pulev                        | Indipendente     |                  |
| Ministro del Turismo                                                                             |          |          | Ilin Dimitrov                           | PP               |                  |
| Ministro del Governo Digitale                                                                    |          |          | Georgi Todorov                          | Indipendente     |                  |

Fonte: (BG) Президентът насрочи парламентарни избори за 2 октомври 2022 г. и назначи служебно правителство, su president.bg, Presidenza della Repubblica di Bulgaria, 2 agosto 2022. URL consultato il 2 agosto 2022.

## Sostegno parlamentare
In questa legislatura, il Governo è rimasto in carica ad interim per via del fallimento dei negoziati per la formazione di un nuovo esecutivo:
| Camera              | Posizione sul Governo | Partiti                                         | Seggi     |
| ------------------- | --------------------- | ----------------------------------------------- | --------- |
| Assemblea Nazionale | Concordi              | BSP (25)                                        | 25 / 240  |
| Assemblea Nazionale | Parziale concordanza  | GERB - SDS (67), PP (53), DPS/HÖH (36), BV (12) | 168 / 240 |
| Assemblea Nazionale | Discordi              | V (27), DB (20)                                 | 47 / 240  |